# Thialbarbital
Thialbarbital ist ein kurzwirksames Barbiturat mit vorwiegend hypnotischer Wirkung. Strukturell ist es ein Barbitursäure-Derivat, wobei jedoch ein Keto-Sauerstoffatom durch Schwefel ersetzt ist (Thiobarbiturat). In Deutschland sind keine Präparate, die diesen Wirkstoff enthalten, zugelassen; früher wurde es – wie auch sein Natriumsalz – in der Veterinärmedizin eingesetzt.

## Darstellung und Eigenschaften
Die Synthese von Thialbarbital ist durch Kondensationsreaktion von Thioharnstoff mit Allylcyclohexenmalonsäurediethylester möglich. Von dem Barbiturat existieren drei verschiedene, polymorphe Modifikationen. Im Tierversuch mit Mäusen zeigte Thialbarbital bei oraler Gabe eine mäßige Toxizität; der LD50-Wert betrug 370 mg/kg Körpergewicht.